# Andapa
Andapa è un comune urbano (firaisana) del Madagascar settentrionale (Provincia di Antsiranana). È il capoluogo del distretto di Andapa.

## Popolazione
Ha una popolazione di 20.460 abitanti (stima 2005 ). Le etnie prevalenti sono gli Tsimihety e i Sakalava.

## Economia
L'economia si basa essenzialmente sull'agricoltura, con l'88% della popolazione impiegata in questo settore.

Le colture principali sono il riso e la vaniglia.

## Infrastrutture e trasporti
La città è sede di un aeroporto civile (codice aeroportuale IATA: ZWA).
La Route Nationale 3b la collega a Sambava.

## Aree protette
Da Andapa è possibile raggiungere il parco nazionale di Marojejy e la riserva speciale di Anjanaharibe Sud.